# Sverige i olympiska vinterspelen för ungdomar 2016
Sverige deltog i de olympiska vinterspelen för ungdomar 2016 i Lillehammer i Norge som avgjordes 12–21 februari 2016. Truppen bestod av 39 aktiva, 10 pojkar och 29 flickor. Fanbärare för Sverige på invigningen var skridskoåkaren Erika Lindgren. Sverige tog tre guld och två silver. Ytterligare en medalj togs i en gren med mixade länder.

## Medaljörer[2]
| Medalj | Namn | Sport            | Gren                      | Datum       |
| ------ | --- | ---------------- | ------------------------- | ----------- |
| Guld   | Moa Lundgren | Längdskidåkning  | Flickornas längdskidcross | 13 februari |
| Guld   | Johanna Hagström | Längdskidåkning  | Flickornas sprint         | 16 februari |
| Guld   | Sveriges U16-damlandslag i ishockey - Anna Amholt - Josefin Bouveng - Fanny Brolin - Jennifer Carlsson - Wilma Carlsson - Julia Gustafsson - Therese Järnkrok - Lina Ljungblom - Sofie Lundin - Ronja Mogren - Maja Nylén Persson - Linnéa Sjölund - Madelene Strömgren - Mina Waxin - Madelen Westerlund - Agnes Wilhelmsson - Ethel Wilhelmsson | Ishockey         | Flickornas turnering      | 21 februari |
| Silver | Johanna Hagström | Längdskidåkning  | Flickornas längdskidcross | 13 februari |
| Silver | Filip Vennerström | Alpin skidåkning | Pojkarnas slalom          | 19 februari |

### Medaljörer i mixade länder
Följande tog medaljer i lagtävlingar med mixade länder (NOK).
| Medalj | Namn                        | Sport     | Gren                            | Datum       |
| ------ | --------------------------- | --------- | ------------------------------- | ----------- |
| Brons  | Veronica Edebo David Mobärg | Snowboard | Mix lag snowboardcross/skicross | 16 februari |